# Bab Doukkala (Marrakech)
Pour les articles homonymes, voir Bab Doukkala.
Bab Doukkala (en arabe : باب دكالة, en berbère : ⴰⴳⴳⵓⵔ ⵏ ⵉⴷⵓⴽⴽⴰⵍⵏ, aggur n'idukkalen) est une porte fortifiée située à Marrakech. Elle est située au nord-ouest de la médina et fait partie des portes majeures de la vieille ville. Elle compte également parmi les plus anciennes, puisque son existence est attestée depuis l'époque almoravide. Par extension, Bab Doukkala est également le nom du quartier voisin de la porte, quartier dont l'axe principal et la mosquée principale portent le même nom.

## Toponymie
Située au nord-ouest de la ville fortifiée, la porte était celle qui conduisait vers le pays doukkala, une région qui, au moins jusqu'au XVIe siècle, dépassait largement les frontières de la plaine d'El Jadida, mais désignait plutôt une vaste contrée située au nord du Tensift comprenant les actuels pays chaouia, chiadma, rehamna et sraghna. Avant d'être progressivement arabisés à partir du XIVe siècle.

## La porte

### Histoire
Gaston Deverdun, historien et archéologue spécialiste de la médina de Marrakech, affirme dans un article de la revue Hespéris consacré à l'histoire des portes de Marrakech que l'existence de Bab Doukkala « est attestée sous les Almoravides et chez maintes auteurs anciens ». Depuis le XIIe siècle, Bab Doukkala n'a cessé d'être une des portes les plus importantes de la ville, débouché de la rue Bab Doukkala (appelée localement ṭoualat Bab Doukkala) et point de départ de la route du nord-ouest. La percée moderne, composée de deux percées pour le trafic automobile et deux autres plus petites pour les piétons, est située à 50 mètres au sud-ouest de la porte fortifiée. Elle date du milieu du XXe siècle. L'ancienne porte est exploitée depuis 1989 par le Ministère de la culture comme espace d'exposition.

### Structure

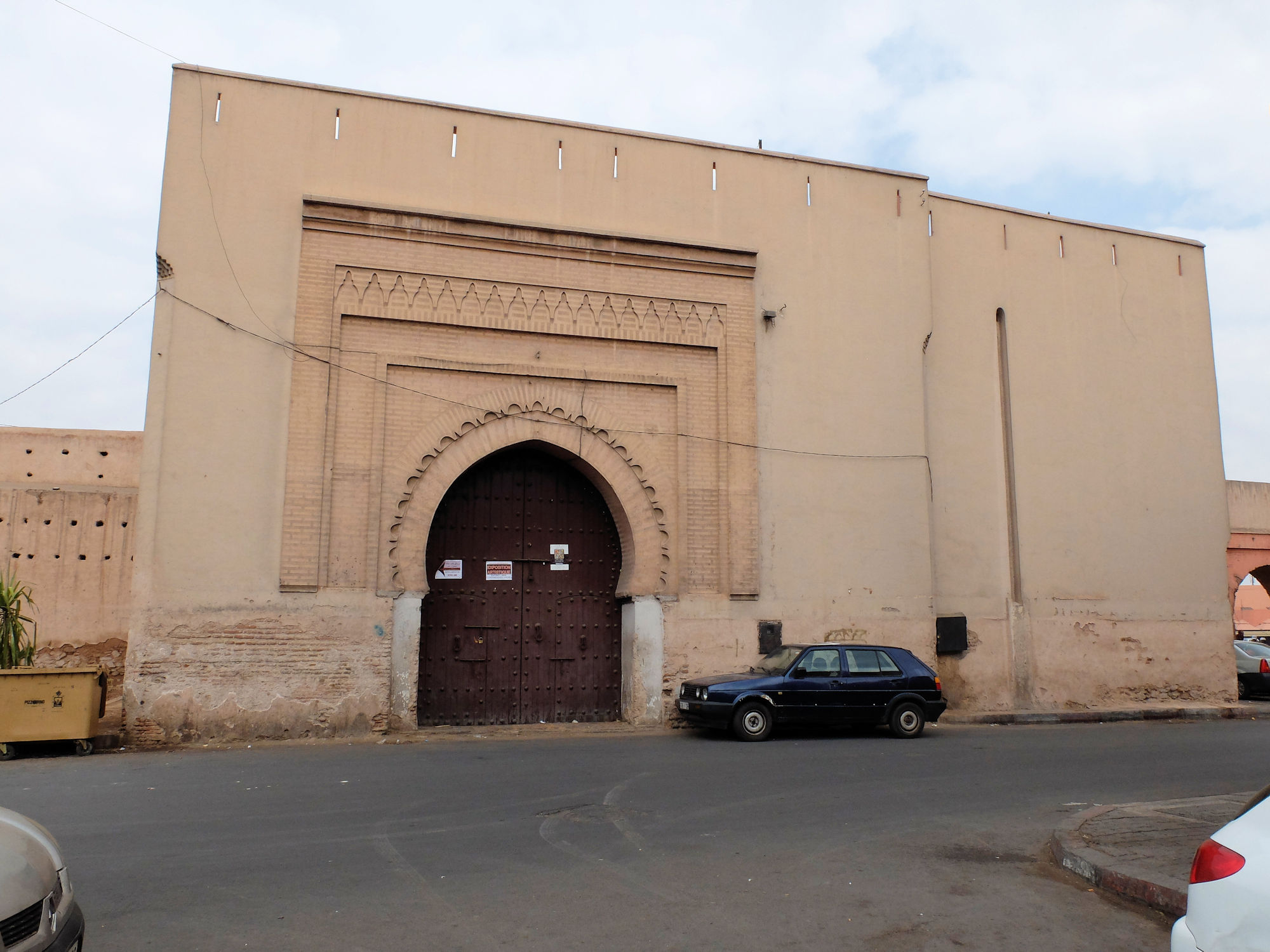
Façade intérieure de Bab Doukkala.

L'imposante porte de Bab Doukkala présente une structure interne unique en son genre à Marrakech en double coude, dit en baïonnette. Elle est encadrée de deux bastions carrés sensiblement dissemblables, le bastion sud-ouest étant plus grand que le bastion nord-est. La porte à double ventaux donne accès à un vestibule surmonté d'un plafond à quatre pentes. Un escalier accessible depuis l'entrée intra-muros et courant à l'intérieur du mur sud-ouest permet d'accéder à la terrasse. La structure de la porte est en béton (des traces de coffrage sont encore visibles) et le parement interne ainsi que les arcs sont en briques.

## Le quartier

### Côté intra-muros
L'artère principale est la rue Bab Doukkala (appelée localement ṭoualat Bab Doukkala), où les commerces sont nombreux. Longue de 350 mètres, la rue débouche sur la Mosquée Bab Doukkala, une importante mosquée datant de l'époque sâadienne (XVIe siècle). Longeant le rempart côté nord, perpendiculairement à la rue Bab Doukkala, la rue Boutouil mène à la porte située plus au nord, la petite Bab Moussoufa.

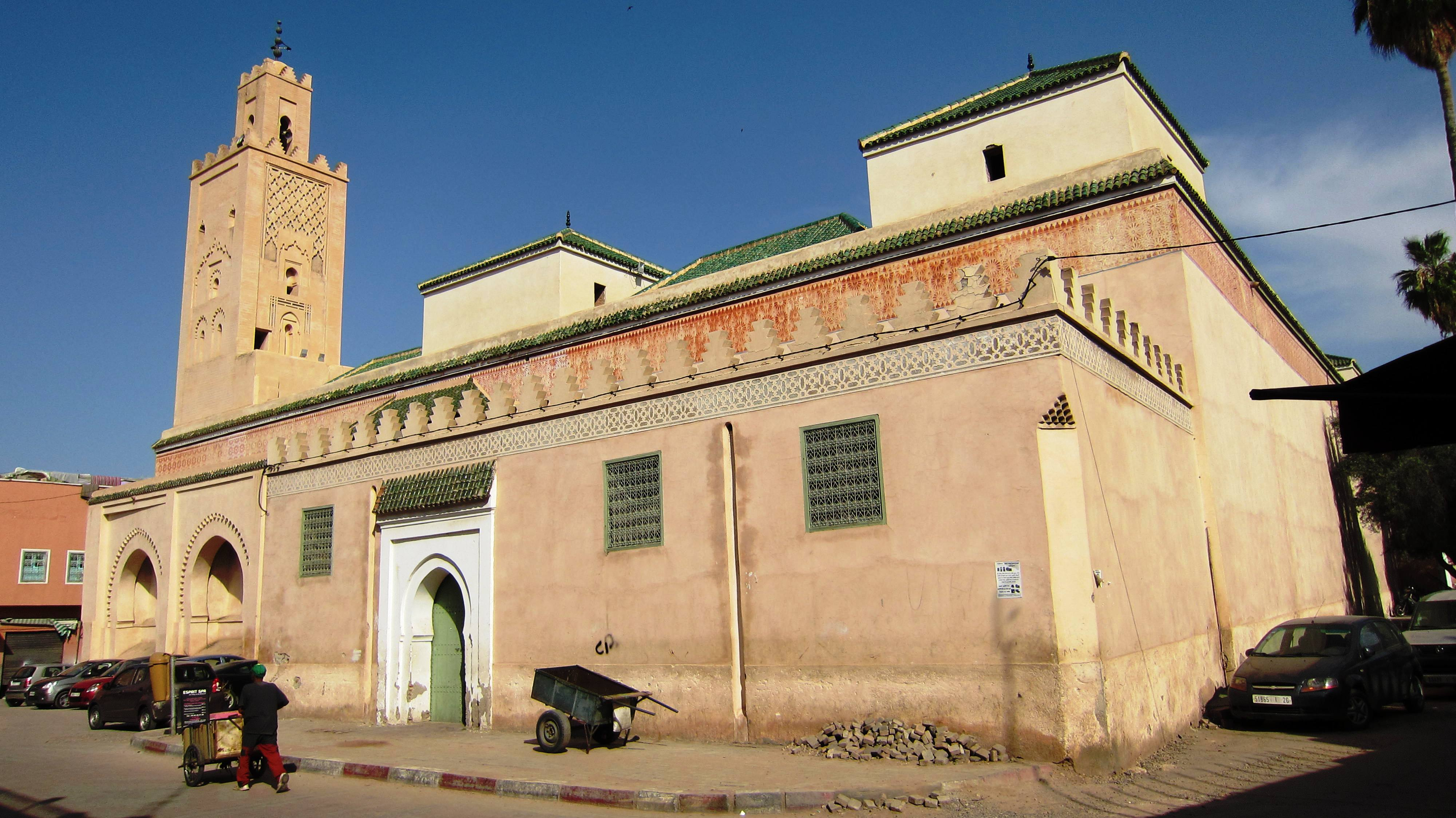
La Mosquée Bab Doukkala, principal monument du quartier
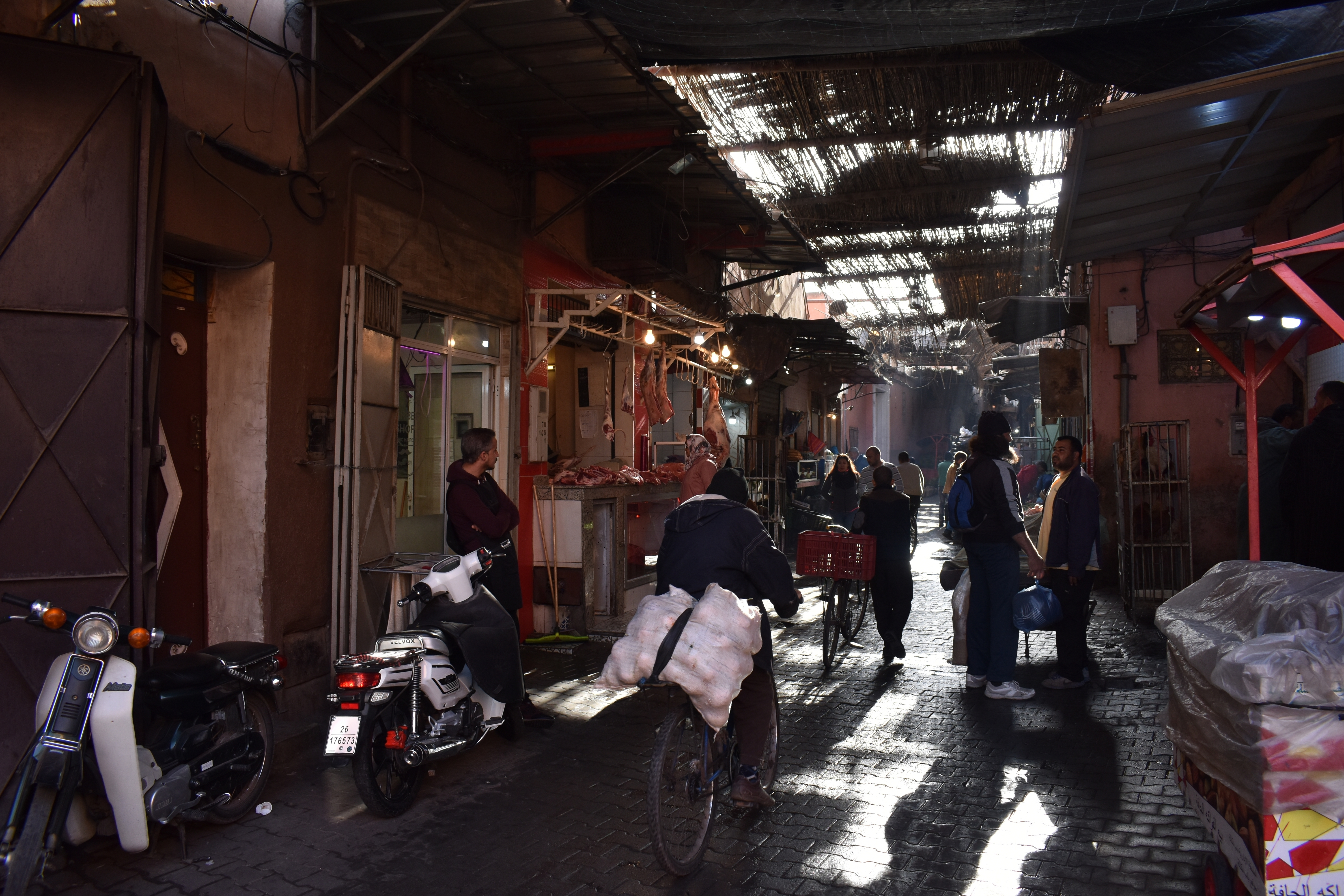
Commerces et activités dans la rue Bab Doukkala
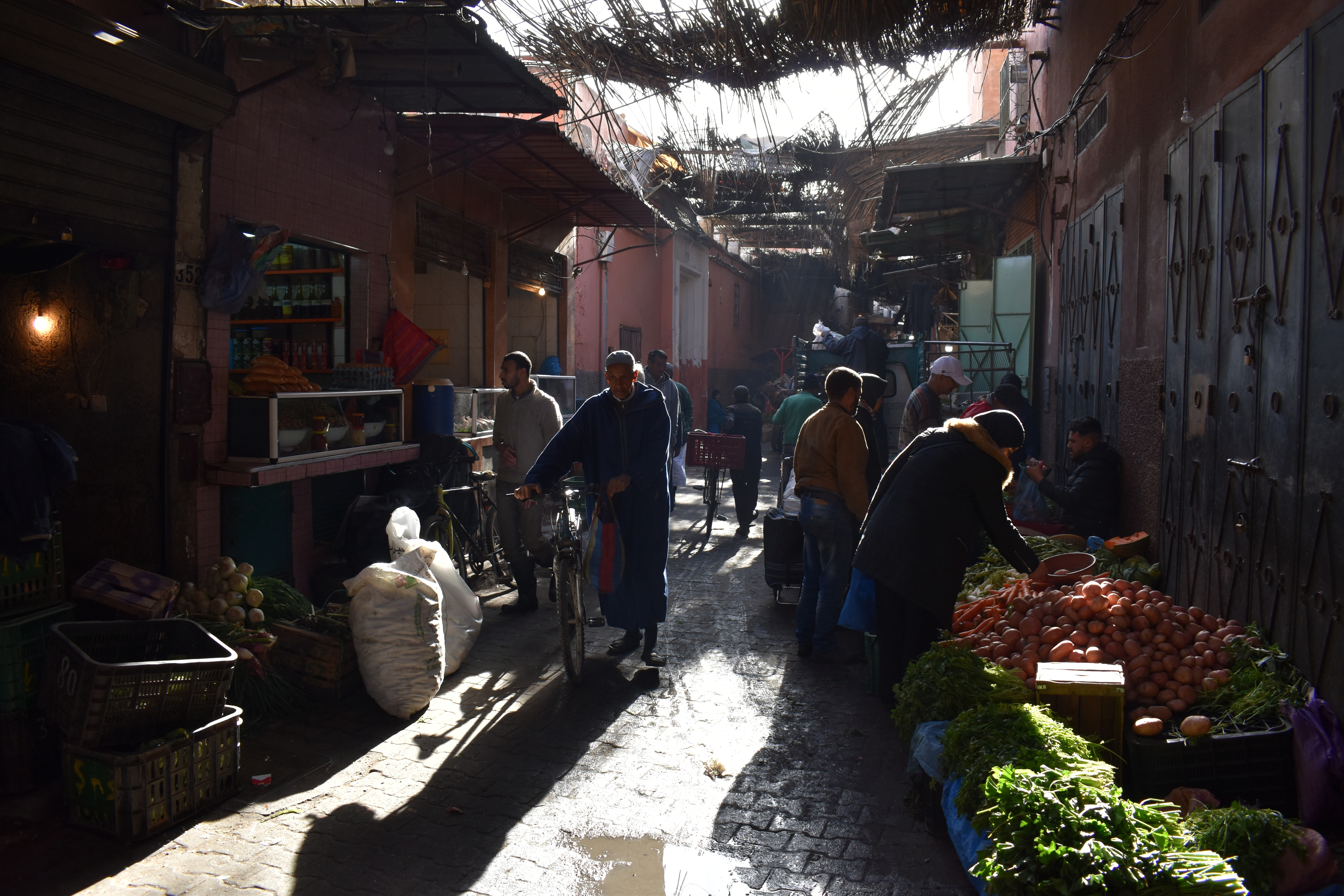
Commerces et activités dans la rue Bab Doukkala
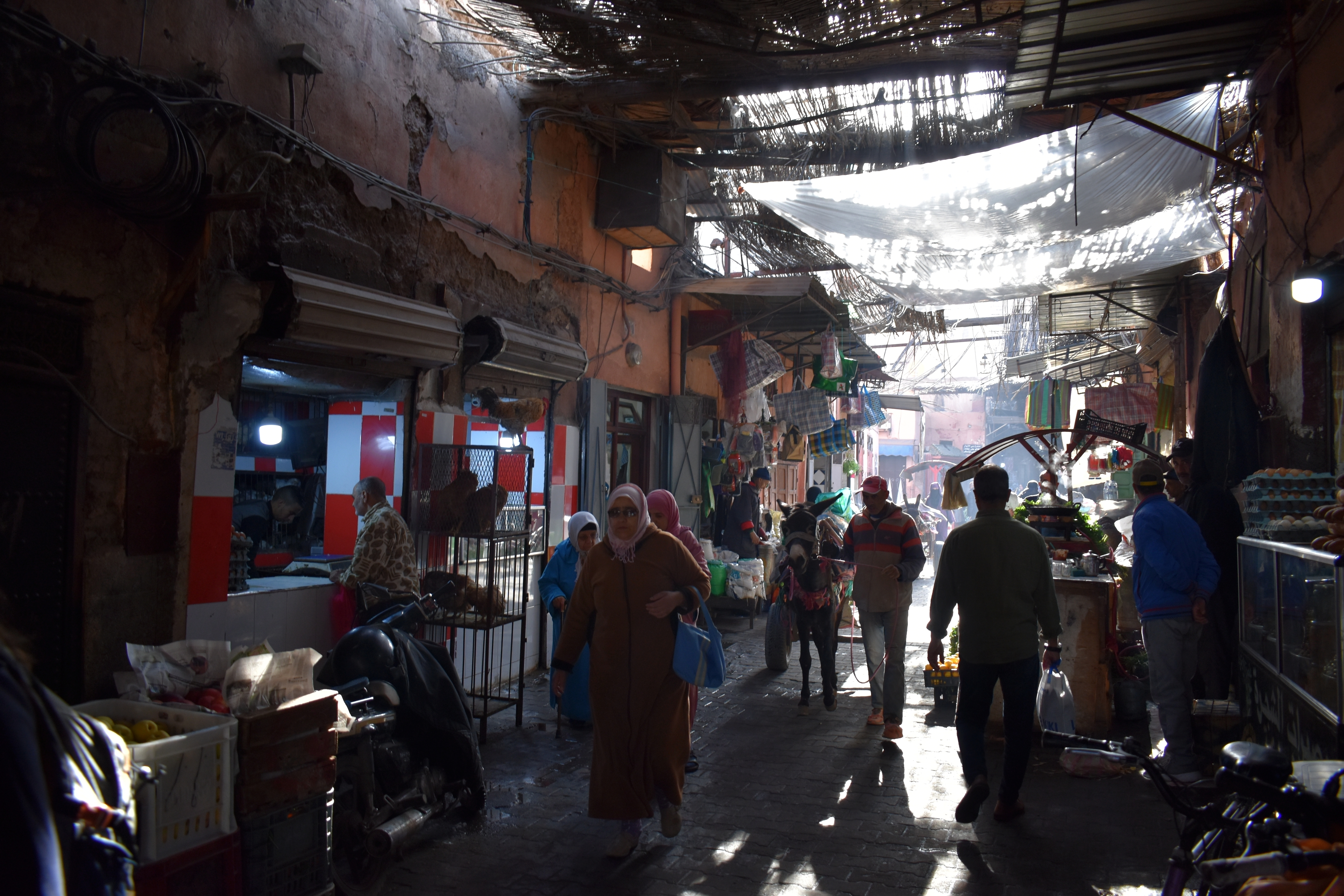
Commerces et activités dans la rue Bab Doukkala
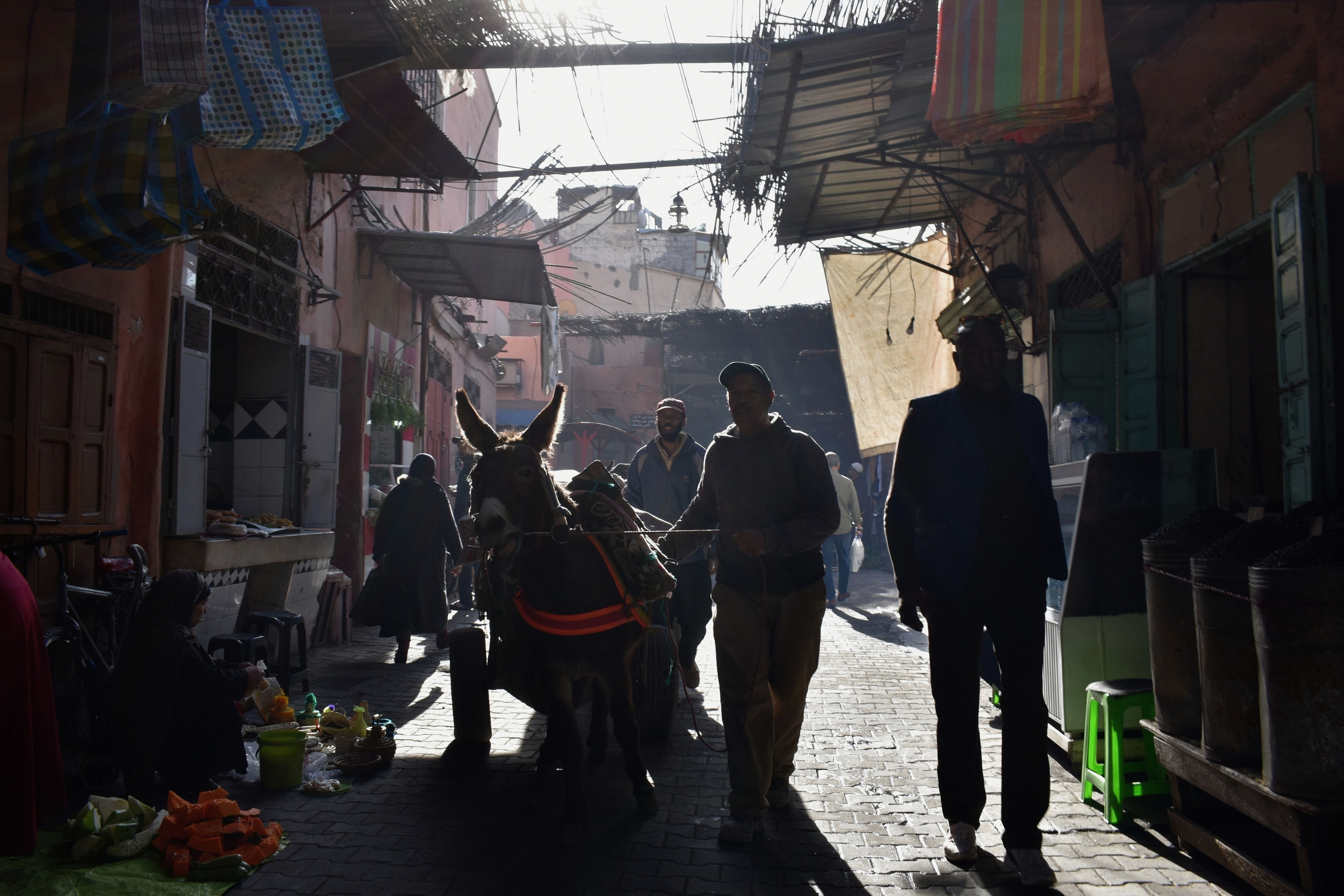
Commerces et activités dans la rue Bab Doukkala

### Côté ville nouvelle

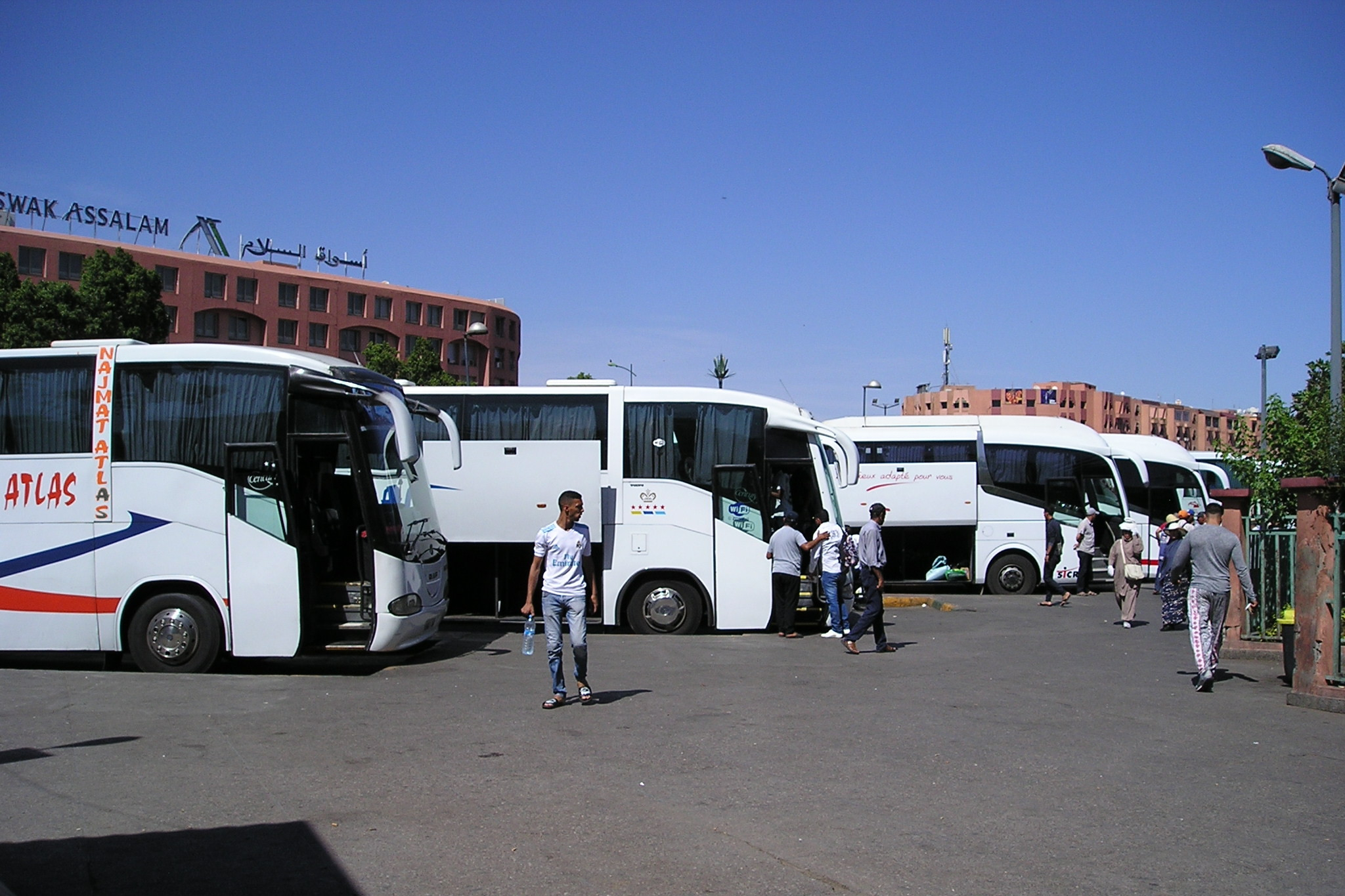
Autocars stationnés à l'entrée de la gare routière de Bab Doukkala.

Bab Doukkala s'est imposé comme un pôle important depuis les années 1960 et l'émergence, au nord de la vieille ville, du quartier de Daoudiate. Point de convergence de trois boulevards majeurs de Marrakech, les avenues Allal El Fassi, Moulay Abdallah (route de Safi) et Hassan II, le carrefour de Bab Doukkala est organisé autour du parc triangulaire éponyme. Autour du carrefour se trouvent le cimetière Bab Doukkala, un des plus importants de la ville. Au nord-ouest du carrefour, le centre commercial Aswak Assalam, inauguré en 2002, sépare Bab Doukkala de l'ancien marché de gros, déménagé en 2007, et dont les dix hectares désormais désaffectés donneront lieu à un réaménagement ambitieux. Bab Doukkala abrite en outre la gare routière de Marrakech, dont le déménagement vers le quartier d'El Azzouzia est prévu en 2020. Derrière la gare routière, à la hauteur de la petite porte de Bab Moussoufa, la place des sept saints rend hommage aux sept saints patrons de la ville symbolisés par sept tours surmontées d'un olivier.

## Transports
La présence de la gare routière a fait de Bab Doukkala un important nœud pour le réseau de bus de la ville. C'est le terminus de la ligne A du BHNS de Marrakech.
En 2020, Bab Doukkala est en outre desservi par les lignes urbaines et périurbaines suivantes :
- L3 Arset El Bilk - Abwab Marrakech
- L4 Arset El Bilk - Guennoun
- L5 Arset El Bilk - Doha
- L6 Bab Ghmat - Massira 3
- L9 Douar Dlam - Massira 3
- L10 Arset El Bilk - Massira 3
- L11 Mhamid 8 - Lycée Ben Youssef
- L12 Mhamid 9 - Sanawbar
- L13 Izdihar - Massira 3
- L14 Arset El Bilk - Azli Sud
- L15 Arset El Bilk - Sidi Ghanem
- L16 Arset El Bilk - Azzouzia
- L17 Bab Doukkala - Ecole Américaine
- L18 Hay El Baraka (M'hamid) - Marché de Gros
- L19 Navette Aéroport
- L23 Bab Doukkala - Souihla
- L26 Bab Doukkala - L'Ouidane
- L27 Bab Doukkala - Bab Jemaa
- L32 Bab Doukkala - Dar Tounsi
- L36 Bab Doukkala - Douar Chrouf
- L37 Bab Doukkala - Sidi Bou Othmane
- L38 Bab Doukkala - Benguerir
- L43 Bab Doukkala - Chichaoua
- L44 Bab Doukkala - Centre 44
- L66 Arset El Bilk - Socoma
- L261 Bab Doukkala - Sidi Rahhal
- L262 Bab Doukkala - Zaouiat Ben Sassi
- L441A Bab Doukkala - Tamansourt
- L441B Bab Doukkala - Tamansourt

## Galerie

Photographie colorisée de Bab Doukkala (1929, Leo Wehrli)
Photographie colorisée des environs de la porte (1929, Leo Wehrli)
Photographie colorisée des remparts non loin de Bab doukkala (1929, Leo Wehrli)